# Aaron Doornekamp
Aaron René Doornekamp (* 5. Dezember 1985 in Napanee, Ontario) ist ein kanadisch-niederländischer Basketballspieler. Der kanadische Nationalspieler spielt entsprechend seiner Abstammung in europäischen Ligen auch mit niederländischer Lizenz. Sein älterer Bruder Nate wurde ebenfalls Berufsbasketballspieler.

## Karriere
Doornekamp studierte in seinem Geburtsland an der Carleton University und spielte dort von 2004 fünf Jahre lang in der Hochschulmannschaft Ravens unter anderem zusammen mit dem späteren Bundesliga-Profi Osvaldo Jeanty. Zusammen gewann man bis 2007 dreimal die W. P. McGee Trophy, die kanadische Universitätsmeisterschaft. Bei der Meisterschaft 2007 wurde Doornekamp als Most Valuable Player (MVP) des „Final 8“-Meisterschaftsturniers ausgezeichnet. Nachdem Jeanty Profi geworden war, zog Doornekamp mit den Carleton Ravens noch einmal 2008 ins Halbfinale der Meisterschaft ein und wurde als Spieler des Jahres der CIS ausgezeichnet. Nachdem Doornekamp 2006 in der kanadischen Herren-Nationalmannschaft debütiert hatte, erreichte er mit der Auswahl 2009 den vierten Platz bei der Basketball-Amerikameisterschaft 2009.
2009 wurde auch Doornekamp Profi und unterschrieb einen Vertrag in der italienischen Lega Basket Serie A bei JuveCaserta Basket aus Caserta. Hier spielte er als kanadischer Nationalspieler mit einer niederländischen Spielerlizenz, um unter weniger restriktive Ausländerbeschränkungen der italienischen Liga für EU-Bürger zu fallen. In der Saison 2009/10 erreichte man den zweiten Platz nach der Hauptrunde und schied in der Halbfinalserie der Play-offs um die italienische Meisterschaft in fünf Spielen knapp gegen Armani Jeans Mailand aus, nachdem man nach drei Spielen noch mit zwei Siegen vorne gelegen hatte. In der folgenden Qualifikation für die EuroLeague 2010/11 scheiterte man gegen den russischen Vertreter BK Chimki am Einzug in die Hauptrunde für den höchsten europäischen Vereinswettbewerb und spielte stattdessen im Eurocup 2010/11. Dort zog man bis in die K.-o.-Runde im Viertelfinale ein, in der man dem späteren russischen Titelgewinner UNICS Kasan unterlag. In der nationalen Meisterschaft erreichte man jedoch nur den elften Platz und scheiterte am Einzug in die Play-off-Runde und der Qualifikation für einen internationalen Wettbewerb. Während Doornekamp in 14 Spielen des Eurocups eingesetzt wurde, kam er in der Serie A nur auf drei Einsätze. In der Saison 2011/12 erreichte man auf dem vorletzten Tabellenplatz als 16. der Abschlusstabelle nur knapp den Klassenerhalt, begünstigt auch durch den Lizenzentzug von Konkurrenten wie Benetton Treviso und Teramo Basket.
Nach Verletzungsproblemen bekam Doornekamp in der Saison 2012/13 keinen Vertrag, kehrte aber im Sommer 2013 in den Kreis der Nationalmannschaft für die Basketball-Amerikameisterschaft 2013 zurück. Zudem bekam er für die Saison 2013/14 wieder einen neuen Vertrag, wechselte zum deutschen Erstligisten New Yorker Phantoms aus Braunschweig in die Basketball-Bundesliga, bei dem in der Vorsaison auch sein Nationalmannschaftskollege Jermaine Anderson aktiv gewesen war. Nach ordentlichem Saisonstart konnten sich die Phantoms mit nur elf Saisonsiegen auf dem viertletzten Tabellenplatz noch zum Klassenerhalt retten. Doornekamp fiel in Braunschweig durch seine kämpferische Spielweise und seine Verteidigungsstärken auf. Er schloss sein Spieljahr in Braunschweig mit Mittelwerten von 8,8 Punkten sowie 5,7 Rebounds und 1,4 Ballgewinnen ab. Im Vorfeld der Basketball-Bundesliga-Saison 2014/15 wechselte Doornekamp zum Ligakonkurrenten Fraport Skyliners nach Frankfurt am Main, wo er vom aus Kanada stammenden Gordon Herbert trainiert wurde. In seinem ersten Frankfurter Jahr kam Doornekamp in 37 Bundesliga-Spielen zum Einsatz (6,8 Punkte, 4,1 Rebounds/Spiel), er schied mit den Mainstädtern im Viertelfinale aus. 2016 gewann er mit Frankfurt den FIBA Europe Cup. In der Bundesliga-Saison 2015/16 bestritt er für Frankfurt 40 Spiele (11,1 Punkte, 5 Rebounds/Spiel) und erreichte mit der Mannschaft das Halbfinale um die deutsche Meisterschaft. Mit Kanadas Nationalmannschaft errang er 2015 bei den Panamerikanischen Spielen Silber, im selben Jahr Bronze bei der Amerikameisterschaft.
2016 zog es ihn nach Spanien. Nach einem guten Spieljahr auf Teneriffa (12,3 Punkte, 4,2 Rebounds/Spiel in der Liga ACB) und dem Gewinn der Basketball Champions League im April 2017 ging er für drei Jahre nach Valencia. Mit Valencia war er ebenfalls auf europäischer Ebene erfolgreich, errang 2019 den Sieg im EuroCup und setzte sich mit seiner Mannschaft dabei in den Endspielen gegen Alba Berlin durch. 2020 kehrte der Kanadier nach Teneriffa zurück. 2022 gewann er erneut die Champions League.